# Glockenturm (Heraldik)

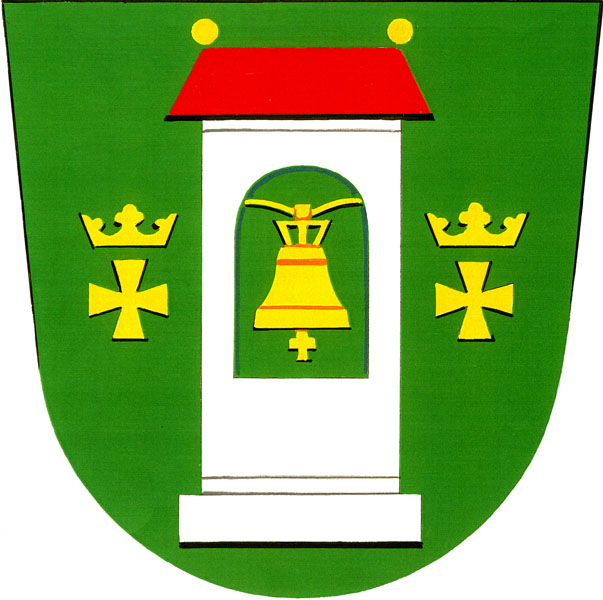
Glockenturm im Wappen von Uhřice u Boskovic

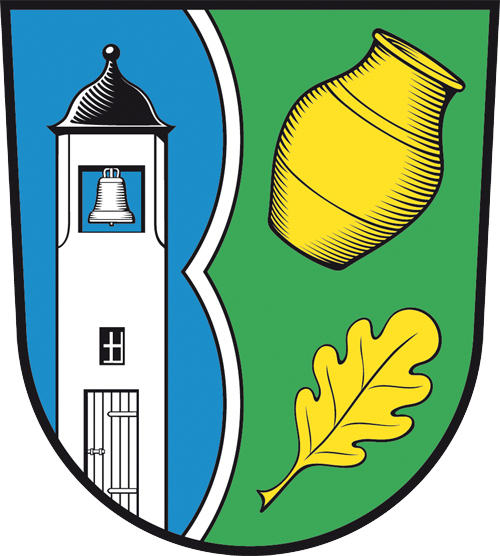
Glockenturm im Wappen von Bäsch

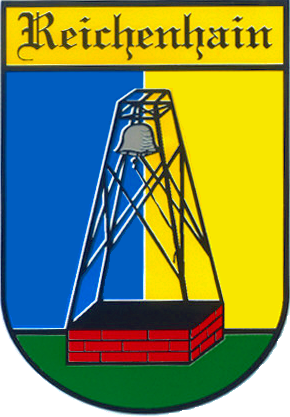
Glockenturm im Wappen von Reichenhain

Glockenturm im Wappen von Humppila

Der Glockenturm ist in der Heraldik eine gemeine Wappenfigur und wird in vielfältigen Formen im Wappen dargestellt. Merkmale für diese Turmform sind: einzelnstehender Turm oder ein Glockenstuhl, häufig ein großer Fensterausschnitt mit sichtbarer Glocke, überwiegend ein heiliges Kreuz oder eine andere Verzierung auf der Dachspitze. Alle Dachformen sind möglich, wie beispielsweise: Spitzdach, Zwiebeldach, Schrägdach, Runddach. Die Farbgebung kann alle heraldischen Farben haben, die Glocke wird auch abweichend gefärbt. Hat der Glockenturm ein Tor ist das in der Wappenbeschreibung zu erwähnen. Fenster sind, wie beim Kirchturm, nicht üblich. Andere Wappenfiguren können den Turm begleiten. 